# Aeroportul Internațional Chhatrapati Shivaji
Aeroportul Internațional Chhatrapati Shivaji (IATA: BOM, ICAO: VABB) este un aeroport din Mumbai, Maharashtra, India ce deservește zona Mumbai. Aeroportul a fost tranzitat în decembrie 2022 de 4.338.966 de pasageri. A fost numit după Chhatrapati Shivaji Maharaj⁠(d).
Situat la o altitudine de 11 m, aeroportul dispune de 2 piste și ocupă o suprafață de 7.500.000 m².

## Infrastructură

### Piste
Aeroportul dispune de 2 piste. Pista 14/32 are suprafața de asfalt și dimensiunile 2.925 m × 45 m. Pista 09/27 are suprafața de asfalt și dimensiunile 3.445 m × 60 m. 

### Terminale
Aerogara are în componență 2 terminale, Chhatrapati Shivaji Maharaj International Airport Terminal 1⁠(d) și Chhatrapati Shivaji Maharaj International Airport Terminal 2⁠(d). 